# St Asaph
St Asaph is een gemeente (community)  met de officiële titel van city, in het Welshe graafschap Denbighshire.
St Asaph telt ongeveer 3600 inwoners.

## Geschiedenis
Het gebied rond St Asaph werd al heel lang geleden bewoond en is van belang vanwege de opgravingen. In 1981 werden er een kaak en enkele tanden gevonden die ruim 200.000 jaar oud waren. Waarschijnlijk behoorden deze toe aan neanderthalers die hier in de periode tussen de ijstijden jaagden.

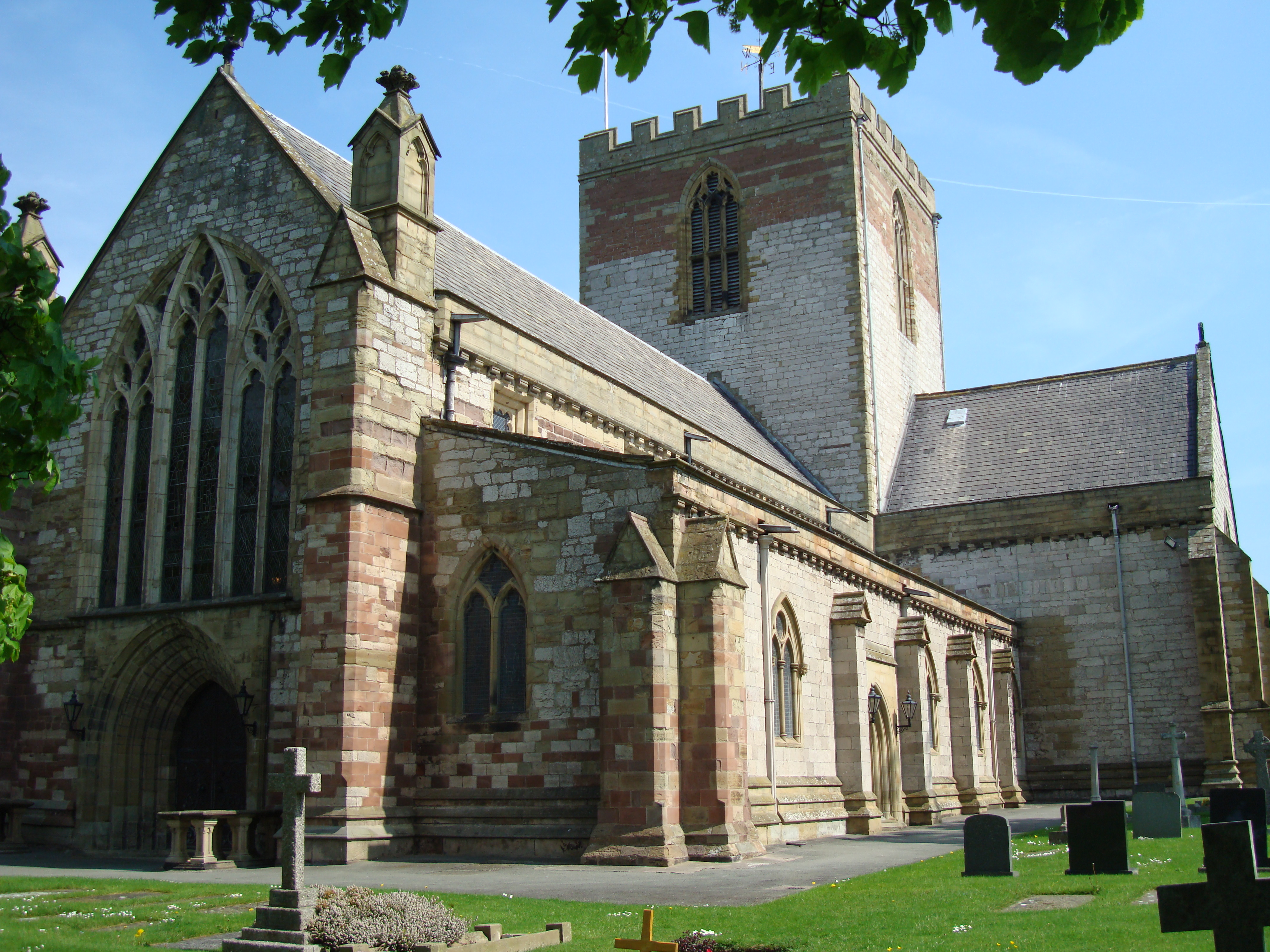
Kathedraal van St Asaph

 Er wordt van uitgegaan dat St Asaph is ontstaan rond een Keltisch klooster uit de 6e eeuw, opgericht door de heilige Mungo, bisschop van Schotland en stichter van Glasgow.

## Kerken

### Kathedraal
De plaats had een kleine kathedraal uit de 8e eeuw. Deze werd in 1282 bijna geheel door brand verwoest door de legers van Eduard I waarna de huidige kathedraal werd gebouwd. De St Asaph Cathedral is gewijd aan de heilige Asaph, de tweede bisschop ter plaatse. Het is de kleinste kathedraal van Groot-Brittannië, slechts 60 meter lang en 23 meter breed.
Edward I lijfde na acht jaar oorlog Wales in 1284 in en gaf zijn zoon, de kroonprins die dat jaar geboren werd, de titel van prins van Wales.

### Kerken
Verder heeft St Asaph nog vijf andere kerken. Aan het einde van de hoofdstraat (High Street), niet ver van de kathedraal, staat de 'Parish Church of St Asaph and St Kentigern' van de Church of Wales.

## Muziekfestival
Ieder jaar in september vindt sinds 1972 het Internationale Muziek Festival van Noord-Wales plaats in St Asaph. Het is een festival van klassieke muziek, een belangrijkste podium bevindt zich in de kathedraal.

## Politiek
St Asaph heeft enkele zwaarbeladen discussiepunten: 
- Na 1911 verloor St Asaph haar stadsrechten. In 2000 en 2002 is vergeefs geprobeerd de stadsrechten terug te krijgen.
- De verkeersdrukte: High Street maakt deel uit van de A245 die naar de A55 leidt. De bewoners willen graag een ringweg.
- Mogelijk komt er een nieuwe gevangenis, hetgeen veel banen zou scheppen, maar andere gemeentes hebben ook belangstelling.

## Geboren
- Felix Powell (1878-1942), schreef de 'Pack Up Your Troubles in Your Old Kit-Bag' mars.
- Ian Rush (1961), voormalig voetballer
- Paul Affleck (1966), golfer
- Becky Brewerton (1982), golfster
- Eleri Earnshaw (1985), voetbalster
- Josaon Shufflebotham (1988), golfer